# Шаретт де ла Контри, Франсуа Атаназ
Франсуа-Атаназ де Шаретт де ла Контри (фр. François-Antanase de Charette de la Contrie; 21 апреля 1763 — 29 марта 1796) — французский монархист, один из предводителей Вандейского восстания и глава Католической и Королевской армии.

## Биография
Учился в военно-морской школе, дослужился до звания корабельного лейтенанта. В 1790 году женился на Мари-Анжелике Жоснет де ля Дуссетьер, однако семейная жизнь быстро наскучила ему, и он проводил время на охоте и балах.
Эмигрировал в Кобленц (Германия), но вернулся, чтобы защитить королевскую семью во время восстания 10 августа 1792 года. Избежал казни, но был арестован в Анже на обратном пути и спасся лишь благодаря вмешательству Шарля Дюмурье.
В 1793 году согласился возглавить крестьян, поднявших контрреволюционное восстание. После взятия Сомюра присоединился к Католической королевской армии.
Вместе с маркизом де Лескюром (еще одним лидером Вандейского мятежа) участвовал во взятии Нанта, бросив свои войска на приступ, не дожидаясь подкреплений. Последним покидая Нант, в насмешку над отступлением армии восставших изобразил танцевальное "па".
19 сентября 1793 года сыграл решающую роль в победоносном для вандейцев Торфу-Тиффожском сражении. Однако вместе с Лескюром не подчинился приказу и не стал преследовать войска генерала Клебера.
30 сентября 1793 года на острове Нуармутье продвижение его отрядов было задержано правительственными войсками, но уже через 12 дней он направил свои отряды на приступ через знаменитый Пассаж дю Гуа. Гарнизон из 800 человек быстро сдался и, несмотря на приказы Шаретта, его подчинённые расстреляли 200 пленников. Восприняв это как оскорбление и прямое неподчинение со стороны своих солдат, Шаретт отделился от большей части вандейской армии, продолжив вести партизанскую войну.
В мае 1794 года реорганизовал свою армию и в том же году овладел лагерем республиканцев в Шаллане. Менее чем через месяц генерал Николя Аксо с шестью тысячами человек принудил его отступить. Позже Шаретт окружали войска Акзо, взял его в плен, а в дальнейшем принудил того к самоубийству.
Из-за нехватки боеприпасов и усталости ополченцев от боевых действий вместе с другими вандейскими лидерами подписал Жонэйский договор (фр.), обеспечивший свободу вероисповедания и отмену призывов в армию для вандейцев. Несмотря на это, менее пяти месяцев спустя снова сформировал повстанческие отряды и начал борьбу с правительством, получив поддержку от англичан.
В июле будущий король Людовик XVIII написал ему письмо, пожаловав звание генерала Королевской католической армии. Военные действия Шаретта вышли, таким образом, далеко за пределы Вандейского восстания. Он получил поздравления от Ш. Дюмурье и А. В. Суворова.
В октябре 1795 года пытался организовать приезд в вандейский лагерь графа д'Артуа, будущего короля Франции Карла Х, но это не удалось, и Шаретта постепенно начали оставлять соратники.
Он ещё надеялся соединиться с войсками Стоффле, однако тот не желал ему подчиняться, медлил, а после выступил отдельно. 23 марта 1796 года республиканцы во главе с генералом Траво окружили и пленили Шаретта в Ла-Шаботтери.
29 марта он был расстрелян в Нанте. Ему было разрешено командовать и он сам отдал солдатам приказ стрелять словами «Пока не закрою глаз, стреляйте в сердце», и в тот момент, когда солдаты открыли огонь, бросился вперёд в последнем усилии.

## Интересные факты
- Девизом Шаретта было: «Часто сражался, редко бывал побежден, никогда не был сражен» (фр."Combattu souvent, battu parfois, abattu jamais").
- Наполеон называл его «единственным великим человеком» Вандейского восстания, «настоящим героем этого эпизода».